# Campeonato Catarinense de Futebol de 2014
O Campeonato Catarinense de Futebol de 2014 é a 89ª edição do principal torneio catarinense entre clubes. Será diferntente da edição anterior, será disputada em três divisões: a principal será chamada de série A, a especial - série B, e a de acesso - Série C, correspondendo, respectivamente, à primeira, segunda e terceira divisões. O campeão e o vice-campeão da Série A disputarão a Copa do Brasil de 2015.

## Série A

### Participantes
| Equipe              | Cidade         | Em 2013        | Estádio                            | Capacidade | Títulos (mais recente) |
| ------------------- | -------------- | -------------- | ---------------------------------- | ---------- | ---------------------- |
| Atlético de Ibirama | Ibirama        | 7º (Principal) | Hermann Aichinger                  | 3.000      | 0 (não possui)         |
| Avaí                | Florianópolis  | 3º (Principal) | Ressacada                          | 17.826     | 16 (2012)              |
| Chapecoense         | Chapecó        | 2º (Principal) | Arena Condá                        | 22.600     | 4 (2011)               |
| Criciúma            | Criciúma       | 1º (Principal) | Heriberto Hülse                    | 19.900     | 10 (2013)              |
| Figueirense         | Florianópolis  | 4º (Principal) | Orlando Scarpelli                  | 19.584     | 15 (2008)              |
| Joinville           | Joinville      | 6º (Principal) | Arena Joinville                    | 22.000     | 12 (2001)              |
| Juventus            | Jaraguá do Sul | 8º (Principal) | João Marcatto                      | 10.000     | 0 (não possui)         |
| Marcílio Dias       | Itajaí         | 1º (Especial)  | Hercílio Luz                       | 6.010      | 1 (1963)               |
| Metropolitano       | Blumenau       | 5º (Principal) | Complexo Esportivo Bernardo Werner | 6.000      | 0 (não possui)         |
| Brusque             | Brusque        | 2º (Especial)  | Augusto Bauer                      | 5.000      | 1 (1992)               |

### Campeão
| Campeonato Catarinense de 2014   |
| -------------------------------- |
| Figueirense Campeão (16º título) |

## Série B

### Equipes Participantes
| Equipe           | Cidade      | Em 2013         | Estádio                            | Capacidade | Títulos (mais recente) |
| ---------------- | ----------- | --------------- | ---------------------------------- | ---------- | ---------------------- |
| Atlético Tubarão | Tubarão     | 3º              | Estádio Domingos Silveira Gonzales | 3.500      | 2007                   |
| Camboriú         | Camboriú    | 10º (Principal) | Robertão                           | 3.500      | 2011                   |
| Canoinhas        | Canoinhas   | 8º              | Ditão                              | 5.000      | 0 (não possui)         |
| Caçador          | Caçador     | 6º              | Carlos Alberto da Costa Neves      | 6.500      | 0 (não possui)         |
| Concórdia        | Concórdia   | 4º              | Domingos Machado de Lima           | 5.000      | 0 (não possui)         |
| Guarani          | Palhoça     | 9º (Principal)  | Estádio Renato Silveira            | 3.000      | 2003 e 2012            |
| Hercílio Luz     | Tubarão     | 9º              | Aníbal Costa                       | 15.000     | 0 (não possui)         |
| Imbituba         | Imbituba    | 5º              | Emília Mendes Rodrigues            | 5.000      | 2009                   |
| Porto            | Porto União | 7º              | Antiocho Pereira                   | 12.000     | 0 (não possui)         |
| Inter de Lages   | Lages       | 1º (Acesso)     | Vidal Ramos Júnior                 | 6.000      | 1990 e 2000            |

### Campeão
| Campeonato Catarinense de Futebol de 2014 - Série B |
| --------------------------------------------------- |
| Inter de Lages Campeão (3º título)                  |

## Série C

### Equipes Participantes
| Equipe      | Município          | Em 2013 | Estádio         | Capacidade | Títulos |
| ----------- | ------------------ | ------- | --------------- | ---------- | ------- |
| Barra       | Balneário Camboriú | 9º      | das Nações      | 5.000      | ---     |
| Curitibanos | Curitibanos        | 7º      | Wilmar Ortigari | 5.000      | ---     |
| Fluminense  | Joinville          | ---     | ---             | ---        | ---     |
| Jaraguá     | Jaraguá do Sul     | 3º      | do Botafogo     | 1.000      | ---     |
| Juventus    | Seara              | ---     | ---             | ---        | ---     |
| Maga        | Indaial            | 8º      | Gigante do Vale | 1.000      | ---     |
| Oeste       | Chapecó            | 6º      | Arena Condá     | 22.000     |         |

### Campeão
| Campeonato Catarinense de 2014 - Série C |
| ---------------------------------------- |
| Juventus de Seara Campeão (1º título)    |